# استان اسکولی پیچنو

استان اسکولی پیچنو (به ایتالیایی: Provincia di Ascoli Piceno) از استان‌های کشور ایتالیا است. استان اسکولی پیچنو در مرکز این کشور قرار دارد. مرکز این استان شهر اسکولی پیچنو و زیرمجموعه ناحیه مارکه می‌باشد. مساحت این استان ۱٬۲۲۸ کیلومتر مربع و جمعیت آن ۲۱۲٬۸۴۶ نفر است.

## نقشه

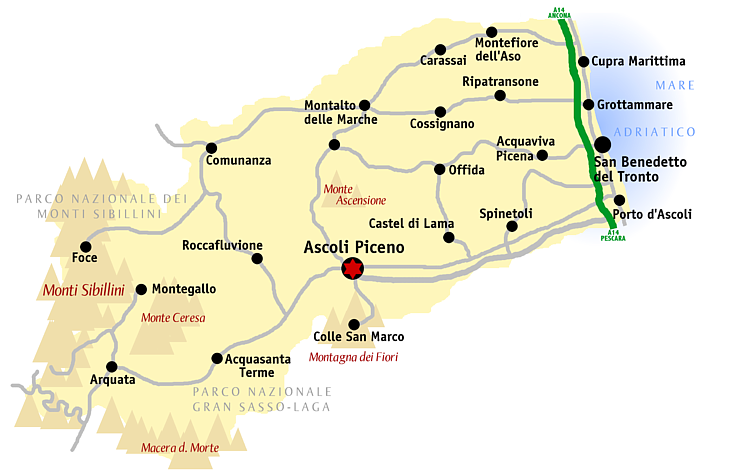